# 特雷·戈尔登
罗伯特·威尔逊·戈尔登三世（1991年10月5日—）為美國男子籃球運動員，最後效力於中国男子篮球职业联赛福建浔兴。
2020年12月，戈尔登與中国男子篮球职业联赛福建浔兴完成簽約。戈尔登代表福建浔兴出賽41場，場均可貢獻30.4分、4.5籃板、8.1助攻、1抄截，拿下CBA得分王。2021年12月，福建浔兴完成註冊戈尔登。戈尔登代表福建浔兴出賽20場，場均可挹注44.1分、5.7籃板、9.5助攻，雖然出賽場次未達爭奪數據榜首頭銜的最低標準，但仍以總得分除以最低競逐場次，場均33.9分抱走CBA得分王殊榮。
2022年10月，北京控股簽下戈尔登。2023年9月，四川金强簽下戈尔登。戈尔登代表四川金强出賽38場，場均攻下33.3分、5.5籃板、7.7助攻、1抄截、0.1阻攻，第三次奪下CBA得分王。2024年5月，戈尔登加入班加西國民。2024年10月，戈尔登與福建浔兴完成簽約。2024年12月，戈尔登因家庭事務暫時離隊。

## 外部連結
- 特雷·戈尔登在fiba.basketball（英语）
- 特雷·戈尔登在TBLStat.net（英语）
- 特雷·戈尔登在VTB聯賽官網（英语）
- 特雷·戈尔登在俄羅斯籃球協會官網（俄语）
- 特雷·戈尔登在法國籃球甲級聯賽官網（法语）
- 特雷·戈尔登在中国男子篮球职业联赛官網
- 特雷·戈尔登在Basketball-Reference.com（國際）（英语）
- 特雷·戈尔登在Sports-Reference.com（NCAA）（英语）
- 特雷·戈尔登在Eurobasket.com（球員）（英语）
- 特雷·戈尔登在Proballers（英语）
- 特雷·戈尔登在RealGM（英语）
- 特雷·戈尔登在中国篮球数据库
- 特雷·戈尔登在Flashscore（英语）
- 特雷·戈尔登在Flashscore（英语）